# Kivijärvi (sjö i Finland, Norra Österbotten, lat 65,47, long 29,05)
Kivijärvi är en sjö i Finland. Den ligger i kommunen Taivalkoski i landskapet Norra Österbotten, i den nordöstra delen av landet, 600 km norr om huvudstaden Helsingfors. Kivijärvi ligger 242,1 meter över havet. Den ligger vid sjön Pistojärvi. Arean är 1,29 kvadratkilometer och strandlinjen är 6,73 kilometer lång. Sjön  ingår i Uleälvens huvudavrinningsområde. 